# CyberGhost
CyberGhost是一家软件公司，它提供了用于Web浏览的虚拟专用网络（收费）。并为用户提供在线隐私和互联网流量安全。该公司总部位于罗马尼亚的布加勒斯特。2017年，它被Kape Technologies PLC收购。这家在伦敦上市的公司于2018年3月更名为Kape Technologies PLC。该服务在中国大陆被部分屏蔽。

## 客户端
CyberGhost VPN在Windows、MacOS、Linux、iOS、安卓、安卓电视、Amazon FireStick上提供客户端。